# Euptychia tiessa
Euptychia tiessa är en fjärilsart som beskrevs av William Chapman Hewitson 1869. Euptychia tiessa ingår i släktet Euptychia och familjen praktfjärilar. Inga underarter finns listade i Catalogue of Life.